# Mountainboro
Mountainboro és una antiga població i actual barri de la ciutat de Boaz al Comtat d'Etowah a l'estat d'Alabama. Segons el cens del 2000 tenia 338 habitants.

## Demografia
Segons el cens del 2000, Mountainboro tenia 338 habitants, 128 habitatges, i 88 famílies. La densitat de població era de 161,1 habitants/km².
Dels 128 habitatges en un 25,8% hi vivien nens de menys de 18 anys, en un 54,7% hi vivien parelles casades, en un 11,7% dones solteres, i en un 30,5% no eren unitats familiars. En el 25% dels habitatges hi vivien persones soles el 10,9% de les quals corresponia a persones de 65 anys o més que vivien soles. El nombre mitjà de persones vivint en cada habitatge era de 2,64 i el nombre mitjà de persones que vivien en cada família era de 3,19.
Per edats la població es repartia de la següent manera: un 25,7% tenia menys de 18 anys, un 6,8% entre 18 i 24, un 27,2% entre 25 i 44, un 23,7% de 45 a 60 i un 16,6% 65 anys o més.
L'edat mediana era de 40 anys. Per cada 100 dones hi havia 93,1 homes. Per cada 100 dones de 18 o més anys hi havia 100,8 homes.
La renda mediana per habitatge era de 28.125$ i la renda mediana per família de 36.563 $. Els homes tenien una renda mediana de 29.306 $ mentre que les dones 15.938 $. La renda per capita de la població era de 12.843 $. Aproximadament el 17,3% de les famílies i el 19,1% de la població estaven per davall del llindar de pobresa.

## Poblacions properes
El següent diagrama mostra les poblacions més properes.